# 聖公會林裘謀中學

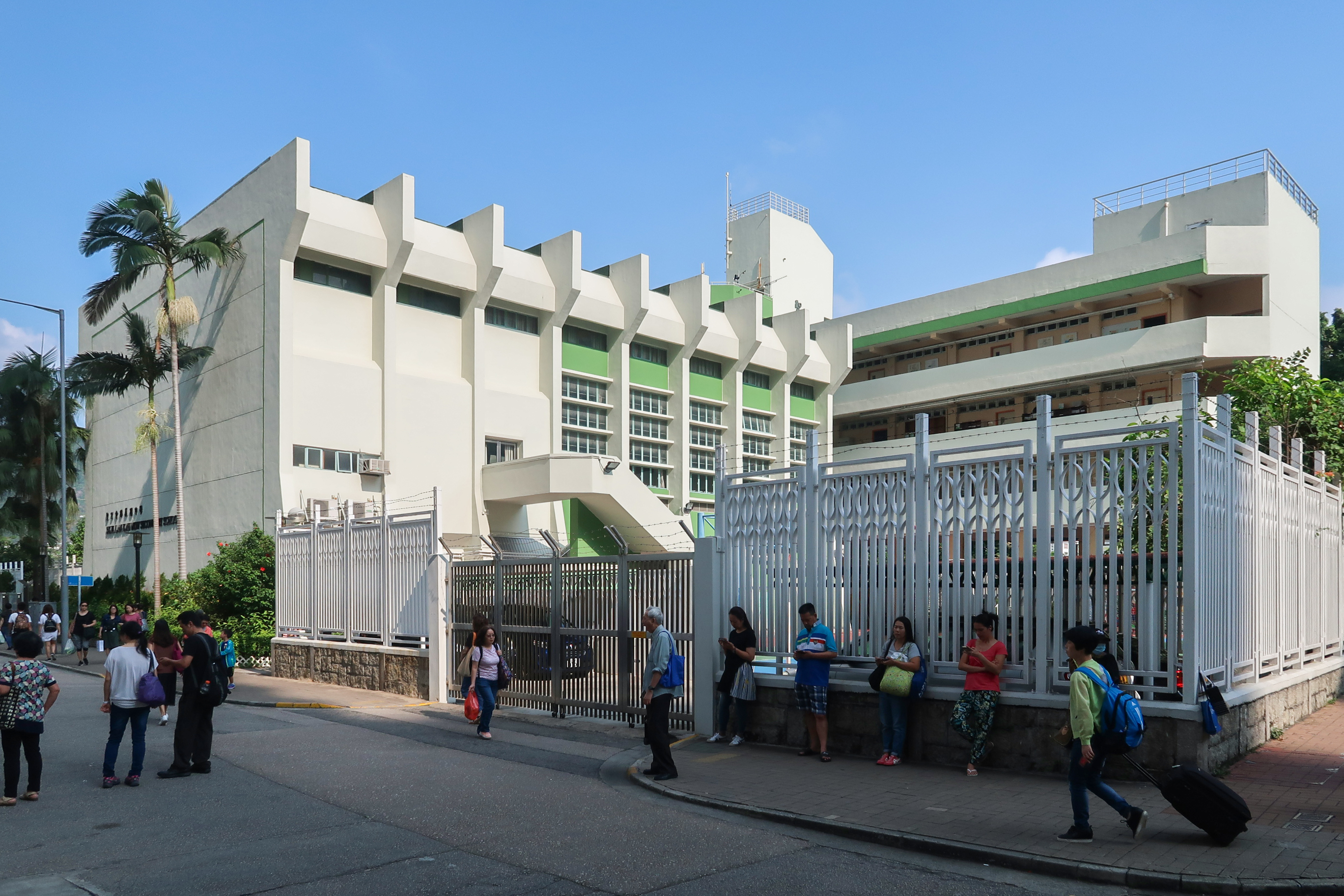

聖公會林裘謀中學（英語：S.K.H. Lam Kau Mow Secondary School）為香港聖公會屬下的男女中學，位於新界沙田第一城得寶街10號，是一所知名的全日制男女英文中學。學校於1982年創立，佔地約4600平方米。除中文、公民教育、體育、倫理、中史科外，其餘科目均以英文授課。
校長何慧玲於2011年2月21日的早會宣布校董會同意參與教育局自願優化班級計劃的決定，中一將由2011至2012學年起由5班減至4班，並隨着學生升級，班級數目逐年遞減。惟由於入學人數回升，2020至2021學年起，中一由4班增至5班。2021至2022學年起，中一由5班減至4班。

## 校政管理

### 歷任校監
- 1982年至1993年：潘梁學賢女士（兼校長）[1]
- 1993年至2006年：李林建華女士[2]（曾任嶺南中學校監，現為嶺南教育機構終身名譽主席）
- 2006年至2019年：林振偉牧師 [2]
- 2019年至今：王麗芬女士 [2]

### 歷任校長
- 1982年至1993年：潘梁學賢女士[2]
- 1993年至2008年：黎乃棚先生[3]
- 2008年至2021年：何慧玲女士[4]
- 2021年至今：陳鐘亮先生

### 歷任副校長
- 周佩玲 女士
- 蔡金霜 女士
- 馮慧珠 女士
- 吳惠章 先生
- 劉偉棠 先生
- 王天成 先生
- 陳家偉 先生
- 陳慧敏 女士

## 學校歷史
聖公會林裘謀中學於1982年創校，並以捐款創校人林裘謀之名命名，翌年設立四社制度。1994至1995學年獲教育署資助改善校內噪音設備，並在部分課室及特別室安裝冷氣設施。1995至1996年，校方增建一幢四層高的新教學樓，以應付教學需要，並命名為林裘謀夫人樓，同時啟用語言實驗室。1997年，學校獲教育署批准以英語授課。因得到「優質教育基金」的資助，學校於2001至2002學年推行「雕塑園圃展創意」計劃及設立第二間多媒體教室，「雕塑園」及「雕塑廊」於2002年至2003學年落成。為慶祝創校25周年，學校於2006年11月完成興建花園魚池，並設立林裘謀藝術廊。2008至2009年，校方為進一步滿足教學需要，把原來的活動室改建為三個課室；圖書館電腦室改建為小型課室；部份雨天操場空間增建活動室及多用途室：學生會室原址改建為英語及普通話聊天室，此外，亦擴建了一幅面積達一千二百平方米的土地，用作排球場及林李多加花園。翌年再將社工室及教員休息室改建為課室；家教會室及校友會室遷往禮堂下層；社工室則遷至原來的教會室及校友室。
班別架構方面，聖公會林裘謀中學創校初年設有中一至中五年級，1990年起中一至中五各設五班，1992年起設立三班中六。現時全校共有25班，中二設五班，中一，中三至中六各設四班，中二及中三各包括一班精英班。

## 社會運動
在反對逃犯條例修訂草案運動中，聖公會林裘謀中學加入中學生連線 Students Connect，發起「告全體香港市民、學生——359學生組織及關注組聯合聲明」
有市民發起全港三罷行動，9月2日當天為開學日，多間中學的校友及學生發起罷課行動，校方取態各異。而聖公會林裘謀中學，為數約百名的男女學生，在露天操場默站「淋雨」一幕，被第一城居民拍下照片並在社交媒體流傳，部分網民擔心涉事學生因罷課一事受罰。有記者就此事向林裘謀中學何慧玲校長查詢，何校長指，早前已就學生舉辦罷課活動一事發出家長信通知家長，指今日在禮堂有活動舉行，亦有校友分享環節，希望參加的同學可離開課室，到場參與，她形容活動今日進行得十分順利。就學生「淋雨」一事，何校長澄清指，今早有參與罷課的學生提出，開學禮完結後到操場靜坐，惟當時傾盆大雨，校方建議改為到雨天操場靜坐，但同學仍堅持在露天操場默站，何校長強調，校方不會就罷課一事作出追究。此外，由林裘謀學生成立的「反修例關注組」事後亦在Instagram發出帖文，澄清該校學生並非因罷課受罰，指活動是由學生自發，校方表明不會追究任何參加的同學。

## 學生會
聖公會林裘謀中學自1994年度起設有學生會。每年度的學生會選舉於九月末舉行，透過全校學生投票選出，並於即日點票及翌日公佈結果。
以下是近年學生會的內閣近況：
- 第一屆（1994年至1995年）：梓青閣
- 第二屆（1995年至1996年）：玥熙閣
- 第三屆（ 1996年至1997年）：薈賢閣
- 第四屆（1997年至1998年）：海峰閣
- 第五屆（1998年至1999年）：新進堂
- 第六屆（1999年至2000年）：天下會
- 第七屆（2000年至2001年）：凝進社
- 第八屆（2001年至2002年）：承峰堂
- 第九屆（2002年至2003年）：翺雲峰
- 第十屆（2003年至2004年）：匯龍閣
- 第十一屆（2004年至2005年）：无双
- 第十二屆（2005年至2006年）：薈菁
- 第十三屆（2006年至2007年）：翊辰 Avian
- 第十四屆（2007年至2008年）：泓軒
- 第十五屆（2008年至2009年）：韶曦
- 第十六屆（2009年至2010年）：瞻 GYM
- 第十七屆（2010年至2011年）:  帥
- 第十八屆（2011年至2012年）：Vigor
- 第十九屆（2012年至2013年）：Gravity
- 第二十屆（2013年至2014年）：Verus 天驥
- 第二十一屆（2014年至2015年）：Vanguard
- 第二十二屆（2015年至2016年）：Dawn
- 第二十三屆（2016年至2017年）：Envoy
- 第二十四屆（2017年至2018年）：Valor
- 第二十五屆（2018年至2019年）：Agora
- 第二十六屆（2019年至2020年）：Ignite
- 第二十七屆（2020年至2021年）：Freesia
- 第二十八屆（2021年至2022年）：Photon
- 第二十九屆（2022年至2023年）：eglaf
- 第三十屆（2023年至2024年）：elpis

## 著名/傑出校友
- 古巨基：香港著名藝人、歌手、2005年香港十大傑出青年[9]
- 楊錦鴻：香港第二位「Sub-3」完成世界六大馬拉松的跑手。
- 吳　彤：香港唱作歌手及電視兼電台主持人
- 成展權：前香港童星（2006年中五）
- 彭鴻昌：香港社區組織協會幹事
- 林東鵬：香港藝術家、首位獲得英國「Hunting Art Prize」「最佳青年藝術家」的華人[10]
- 譚嘉恒：前有線新聞記者
- 盧潔儀：Now新聞台記者
- 盧鎮業：演員、電影導演，憑電影《叔.叔》獲第39屆香港電影金像獎最佳男配角提名。
- 蕭洛汶：前有線新聞記者，香港電台主持
- 劉曉晴：有線新聞體育記者[11]
- 陳淑怡：無綫新聞記者
- 倪嘉雯：無綫電視藝員
- 林司敏：香港女藝人[12]
- 黃芷瑩：前有線電視娛樂新聞台主播兼節目主持人
- 石姵妍：香港專上學生聯會副主席[13]
- 孫達威（Chris Suen）：化學科補習名師
- 鄺潔楹：香港女藝人（2009年中四）
- 陳智衡：建道神學院基督教與中國文化研究中心主任及兼任助理教授（1990年中三）[14]
- 陳丞軒：室內設計師、Hintegro創辦人、前香港室內設計師協會委員、香港理工大學設計學院傑出校友
- 倪樂琳：2024年香港小姐競選冠軍

## 外部連結
- 聖公會林裘謀中學校網 （页面存档备份，存于）
- 聖公會林裘謀中學校友會 （页面存档备份，存于）